# Mamónovka
Mamónovka (en rus: Мамоновка) és un poble de l'óblast de Saràtov, a Rússia, segons el cens del 2010 tenia 13 habitants. Pertany al districte municipal de Rtísxevo.